# The Bedford Diaries
The Bedford Diaries es una serie de televisión estadounidense que empezó en la WB Television Network el 29 de marzo de 2006 y terminó temporada el 10 de mayo de 2006. Pronto se anunció la cancelación del programa el 18 de mayo de 2006. La serie fue creada por Tom Fontana y Julie Martin.

## Sinopsis
The Bedford Diaries explora la intensidad de la vida universitaria a través de 6 estudiantes de diferente formación, edad y experiencias; que terminan en un seminario de sexualidad.
El seminario, que busca evaluar la humanidad de la sexualidad, es dictado por el profesor Jake Macklin, quien hará cuestionar a los estudiantes sobre interrogantes tan comunes como la sexualidad, la vida y su propia identidad. También incluye responsabilidad sexual, manipulación y la diferencia entre amor, sexo, pasión y abstinencia.
Los estudiantes intercambian sus pensamientos y deseos a través de un diario-video que hacen semanalmente a modo de tarea.
Entre los estudiantes se encuentra Sarah Gregory, la presidenta del consejo estudiantil, segura de sí misma pero vulnerable en cuanto a amor se refiere; también está su hermano menor Owen Gregory, que solo quiere pasarla bien en su estadía en la universidad al contrario de su hermana.
Natalie Dykstra, una joven extravertida que regresa a la universidad después de un intento de suicidio; por lo cual, lucha contra el complejo de su acción.
También, el exnovio de ella, Richard Thorne, que después de unos inicios difíciles; se encuentra sobrio y se desempeña como redactor jefe del periódico de la universidad, aunque sus demonios siguen pasándole factura.
Lee Hemingway estudia historia del arte y tiene novia formal, pero se siente atraído por su compañera Zoe López. Zoe, es agresiva en su técnica de seducción pese a que aún es virgen, mientras lucha contra lo que siente por Lee.

## Elenco
- Matthew Modine como el profesor Jake Macklin.
- Penn Badgley como Owen Gregory.
- Victoria Cartagena como Zoe Lopez.
- Tiffany Dupont como Sarah Gregory.
- Corri English como Natalie Dykstra.
- Milo Ventimiglia como Richard Thorne.
- Ernest Waddell como Lee Hemmingway.
- Emma Bell como Rachel Fein.

## Lista de episodios
| Código de producción | Número de episodio | Fecha de transmisión | Nombre                                                                     | Resumen |
| -------------------- | ------------------ | -------------------- | -------------------------------------------------------------------------- | --- |
| 476291               | 1                  | 3/29/06              | I'm Gonna Love College (Piloto) (Traduce=Me encantará la universidad)      | En la universidad Bedford, el profesor Macklin se presenta como e profesor del seminario de "la conducta humana respecto al sexo". En este capítulo se descubre que Sarah tuvo un romance con un profesor; y que esto se hará público gracias a Richard, el redactor jefe del periódico de la universidad. También, ella tiene que soportar el hecho de que su hermano menor Owen, está también en ese seminario y por tanto, escuchará detalles de su vida sexual.                                                         |
| 2T7251               | 2                  | 4/5/06               | The Truth About Sex (traduce La verdad sobre el sexo)                      | El comité de ética se entera de que el profesor Dixon tuvo relaciones íntimas con dos estudiantes y quieren despedirlo o por lo menos censurarlo. La esposa del profesor le pregunta a Sarah si ella fue una de esas dos alumnas y Sarah lo niega. Owen se sorprende cuando invita a Natalie y ella trae al novio actual; y también, Rachel le cuenta a Lee que está embarazada. |
| 2T7252               | 3                  | 4/12/06              | Tell Me No Secrets                                                         | El Profesor Macklin decide hacer que su clase sea totalmente confidencial después de que todos se enteran lo de la novia embarazada de Lee en el periódico. Pese a esto, Richard dice recurre a la libre expresión para la publicación de esa información y que el no lo hizo. Mientras, Sarah empieza a salir con un atleta, aunque este, solo la usa para que ella use sus influencias en pro de ayudar a su equipo. |
| 2T7253               | 4                  | 4/19/06              | Zen and the Art of Manipulation (traduce Zen y el arte de la manipulación) | Ricahrd no sabe que la mujer mayor con la cual está saliendo es la exesposa del profesor Macklin, Katrina. Owen y Natalie se ofrecen como voluntarios para un centro psiquiátrico y Natalie cambia su percepción sobre Owen. También, todos los estudiantes aprenden algo sobre manipulación sexual, dentro y fuera del seminario. |
| 2T7254               | 5                  | 4/26/06              | Love and the Tenth Planet                                                  | Owen busca impresionar a Natalie en una cita. Lee juega en internet poker sin preocuparse por lo que pueda pasar. Sarah decide dejar al tipo con el que salía, dándose cuenta de que el sexo no es suficiente. También, Richard, el profesor Macklin y su exesposa Katrina terminan en el mismo concierto. |
| 2T7255               | 6                  | 5/3/06               | La pasión del castor                                                       | Luego de que el profesor Macklin escoge a la pasión como el tema semanal, Zoe se queja de que ella no tiene nada por lo cual apasionarse. Richard decide conseguir por medio de su familia, conexiones con gente importante. Natalie y Owen intentan salvar la clínica de la universidad, pese a que Owen solo está haciendo eso por Natalie. Mientras, Sarah decide ponerse en contra de esa clínica, poniendo a Owen en una situación difícil.                                                                            |
| 2T7256               | 7                  | 5/10/06              | Risky Business (traduce negocios peligrosos)                               | Richard se deprime por perder a Katrina después de que ella decidiera regresar con el profesor Macklin. Richard termina en los brazos de su exnovia Natalie, lo que hace que Owen se enoje. Lee sigue con su adicción al juego y Zoe empieza a pensar sobre perder su virginidad. |
| 2T7257               | 8                  | 5/10/06              | Abstinence Makes the Heart Grow Fonder                                     | El profesor Macklin pone como tema de la semana la abstinencia. Owen y Natalie reconsideran su relación y Natalie piensa en darle a Richard una segunda oportunidad. Lee no puede con su abstinencia del sexo y del juego y le pide un préstamo a Richard para pagar sus deudas. Richard contrata a Zoe como nueva columnista del periódico, la cual hablará de sexo; y Sarah, casi pensaba darle una segunda oportunidad a su examante / profesor hasta que descubre que no es la única estudiante que el profesor quiere. |